# Гижицкий, Павел (епископ)
Павел Гижицкий (пол. Paweł Giżycki; около 1400 — 21/28 января 1463, Пултуск) — польский дворянин, религиозный деятель, епископ плоцкий (1439—1463).

## Биография
Представитель польского шляхетского рода Гижицких герба «Гоздава». Сын судьи земского сохачевского Вацлава (Венцеслава) из Гижице, помещика села Илув, который первым начал подписываться «из Гижице», и его жены Эльжбеты. Братья: Винцент, маршалок мазовецких князей, и Зигмунд — каноник плоцкий.
Учился в Праге, где в 1419 году получил степень бакалавра свободных искусств. Занимал ряд церковных должностей — каноник и схоластик плоцкий, краковский, гнезненский и познанский. Исполнял также функцию краковского земского писаря. 29 мая 1439 года Павел Гижицкий был избран капитулом епископом Плоцким (как преемник Станислава из Павловиц). 21 августа 1439 года получил папское подтверждение, а 27 декабря того же года принял епископскую хиротонию.
Разделил Плоцкий архидиаконат на плоцкий и пултуский. В 1444 году Павел Гижицкий вместе с вроцлавским епископом Владиславом Опоровским установил границы обеих епархий в так называемых спорных местах.
После смерти короля Польши Владислава III Варненчика Павел Гижицкий рекомендовал на короля одного из мазовецких князей (1446 год). После смерти князей Болеслава IV и Владислава I стал регентом в Плоцком княжестве от имени малолетних князей Земовита VI и Владислава. Княгиня Екатерина за его заслуги во время регентства, подтвердила давние привилегии плоцкому костёлу и предоставила новые. Протестовал против присоединения Мазовии к Польской короне.
Решительный противник гуситов.
В 1462 году Павел Гижицкий был в остром конфликте с королем Польши Казимиром IV Ягеллончиком после того, когда монарх потребовал возврата ленов умерших мазовецких князей. Во время конфликта случались случаи насилия.
Умер в Пултуске, по одним данным, 21 января (по другим — 28 января) 1463 года. Был похоронен в Пултуске, в основанном им же самим в 1449 году в храме.